# Priessnitzové koupele (Bělá)
Priessnitzové koupele se nacházejí u léčivého Pramene Židlo, u obce Bělá v okrese Opava v Moravskoslezském kraji. Nachází se zde dva malé mělké volně přístupné léčebné bazény s protékající studenou vodou, který jsou napájené z Pramene Židlo. Voda mívá teplotu 8 až 15 °C. Priessnitzové koupele byly postaveny obci Bělá v roce 2004. Na principu Priessnitzovy metody (pojmenované po amatérském lékaři Vinzenz Priessnitzovi) je zde malý bazén pro prokrvení rukou a větší bazén pro prokrvení nohou. Priessnitzova metoda je historicky prověřenou procedurou ke zlepšení prokrvení nejen končetin, ale cestou reflexů se zlepšuje prokrvení dalších částí těla. Voda z bazénků odtéká do Píšťského potoka. Priessnitzové koupele, společně s Křesťanským labyrintem a Diagnostickou stezkou zdraví, vytvářejí unikátní odpočinkovou a relaxační zónu. Domácím zvířatům je vstup na místo zakázán.

## Galerie

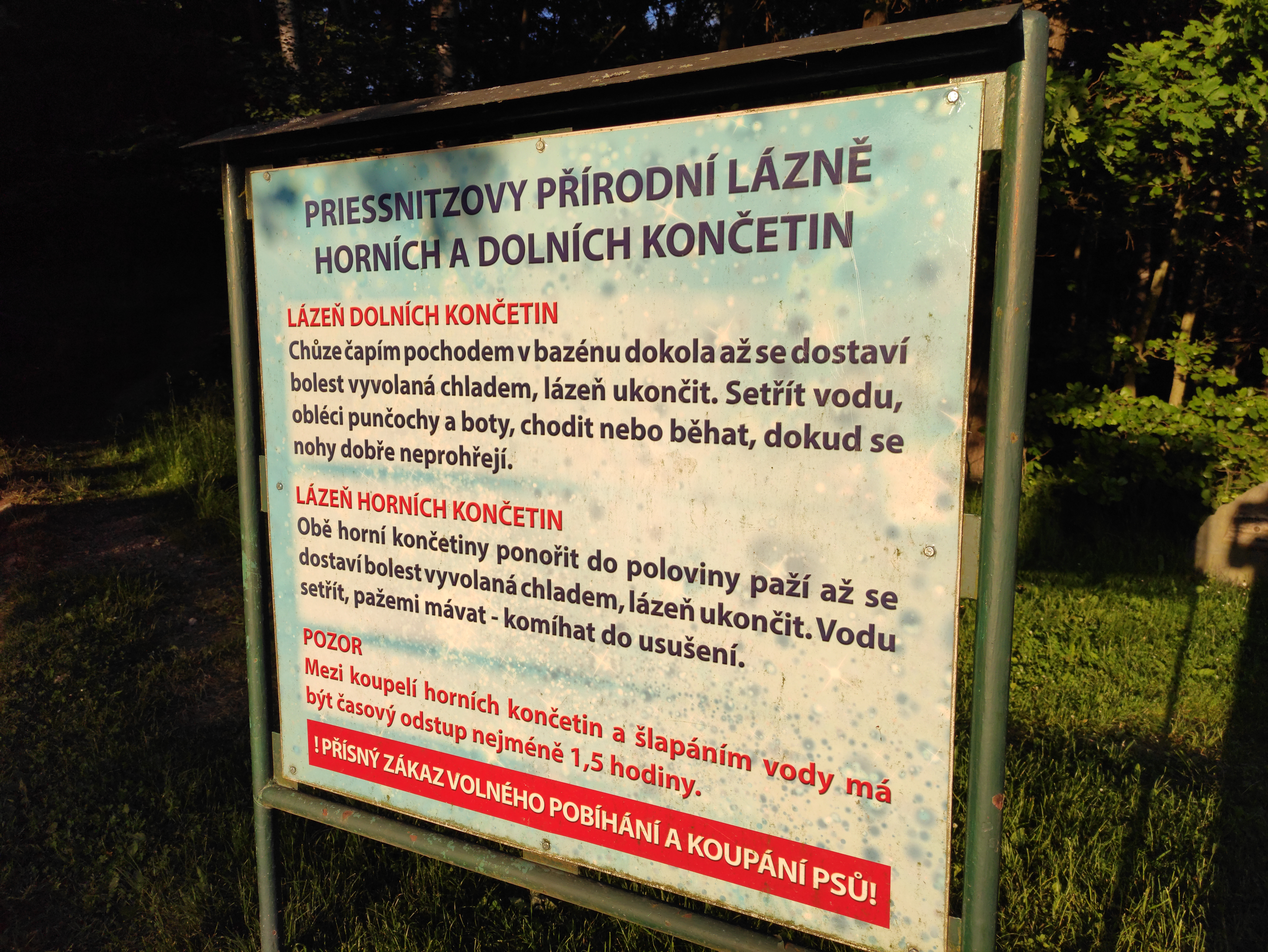
informační tabule na místě